# Atarib (nahija)
Nahija Atarib (ar. ناحية مركز الأتارب)  je nahija u okrugu Atarib, u sirijskoj pokrajini Alep. Površina nahije je km2. Po popisu iz 2004. (prije rata), nahija je imala 32.186 stanovnika. Administrativno sjedište je u naselju Atarib.